# Dziersław z Borzymowa
Dziersław z Borzymowa herbu Kopacz (ur. ok. 1390 w Borzymowie, zm. 26 października 1452 w Kazimierzu) – polski duchowny rzymskokatolicki, dwukrotny rektor Uniwersytetu Krakowskiego, prawnik oraz dyplomata, kaznodzieja i spowiednik Władysława II Jagiełły. Uczestnik soboru w Bazylei, zagorzały koncyliarysta.

## Życiorys

### Pochodzenie i wykształcenie
Był synem Mikołaja, szlachcica z Borzymowa. Data jego urodzin nie jest znana, jednak przyjmuje się, że miało to miejsce około 1390 roku.
W 1408 r. rozpoczął studia na Uniwersytecie Krakowskim, dwa lata później uzyskał tytuł bakałarza sztuk wyzwolonych. Zapewne sięgnął również po stopień magistra, jednak nie zachowały się poświadczenia jego promocji.

### Działalność uniwersytecka
Rozpoczął następnie studia prawnicze, około 1420 r. uzyskał tytuł bakałarza dekretów. Najprawdopodobniej około 1430 r. odbył promocję doktorską, gdyż już w 1430 r. miał stopień magistra dekretów. Ze stopniem doktora występuje w źródłach od 1431 r.
Podczas kadencji 1431/32 i 1438 pełnił funkcję rektora Uniwersytetu Krakowskiego, na przełomie lat 1434 i 1435 zastępował nieobecnego wtedy Jana Puszkę. W 1444 r. pełnił funkcję dziekana Wydziału Prawa.

### Służba królowi i sobór w Bazylei
W 1420 r. pełnił funkcję notariusza w kancelarii królewskiej oraz spowiednika i kaznodziei króla Władysława Jagiełły. W tym samym roku został posłem monarchy i uniwersytetu do papieża Marcina V w celu potwierdzenia przywilejów papieskich dla uczelni oraz posłem króla do wielkiego księcia Witolda.
W 1433 r. na zjeździe w Sandomierzu został, wraz z Piotrem Chełmskim, wyznaczony na posła króla polskiego na sobór w Bazylei. Rok później pełnił funkcję sędziego generalnego w konsystorzu krakowskim, zastępując Jana Elgota. W 1439 r. wyjechał do Bazylei jako przedstawiciel biskupa Zbigniewa Oleśnickiego, był jednym z najaktywniejszych uczestników soboru. Z udziałem Dziersława z Borzymowa w soborze wiąże się anegdota, według której próbował on przemycić na sobór mięso kacze oraz porównywał swoje obyczaje (lubiącego jeść, pić i spać polskiego kanonika) z ascetycznymi praktykami francuskiego kardynała Ludwika Alemana.
W 1439 uczestniczył w zdjęciu z urzędu Eugeniusza IV i w konklawe, podczas którego na papieża wybrano Feliksa V. W tym samym roku wyjechał do Francji jako poseł soboru, gdzie miał pośredniczyć w zawarciu pokoju pomiędzy Anglią i Francją.
W latach 1440–1447 pełnił w Polsce funkcję posła soboru (wraz z Markiem Bonfilim i Stanisławem z Sobniowa), a od 1441 r. także posła antypapieża Feliksa V.

### Działalność kościelna
Był plebanem w Szydłowie (1420), Korczynie (1430) i prawdopodobnie też w Przemankowie, jak również kanonikiem łęczyckim (od ok. 1433 do 1435) i kolegiaty św. Michała na Wawelu (1435). Pełnił funkcje prebendarza kaplicy św. Stanisława w Bochni (1435–1439) i altarysty św. Leonarda w katedrze krakowskiej (1435–1437).
W 1435 r. został archidiakonem krakowskim. Dwa lata później wniósł suplikę o doposażenie w postaci kanonikatu w Krakowskiej Kapitule Katedralnej, kanonikat objął w 1438 roku. Pomiędzy lutym i majem 1450 r. zrezygnował z wszystkich godności i wstąpił do zakonu kanoników regularnych Bożego Ciała na Kazimierzu, klasztorowi podarował zakupioną wcześniej wieś Krzyszkowice.

### Twórczość
Był autorem wielu kazusów prawniczych dotyczących praktyk kultowych, na przykład uczestnictwa w liturgii czy opłat uiszczanych za sakramenty.

### Śmierć
Zmarł podczas zarazy, 26 października 1452 r. Pochowany został w prezbiterium kościoła Bożego Ciała, między grobami prepozytów, po prawej stronie ołtarza głównego.